# 冬日櫻花
《冬日櫻花》（日語：冬のサクラ），為TBS系列自2011年1月16日起至同年3月20日，於每週星期日21:00 - 21:54（JST）播出的日本電視劇。第一回播出延長至22:14為止，最終回則延長69分鐘以2小時特別篇播出。

## 概述
草彅剛擔任本電視劇的主角，與這部作品的女主角今井美樹，相隔11年再次攜手演出連續劇，2010年10月季的黃金時段的連續劇擁有佐藤健、加藤羅莎、高嶋政伸的豪華演員陣容。
2011年冬天像珠寶般的純愛連續劇。到現在還沒有戀愛過的男人（草彅剛 飾演），與遭遇事故而失去記憶的一位女子（今井美樹 飾演）相遇而開始。
「我愛你」這一句都沒有說出口的兩人。
接下來，還不知道剩下多少時間的兩人。
最後兩人的戀愛，是否會像櫻花的花瓣一樣凋零，還是――。
廣告標語是「這樣的愛，是對的還是錯的。」
主題歌是山下達郎的「無法對你說我愛你」。山下為了本電視劇而寫下感人肺腑的抒情曲。
在每日新聞的新連續劇：擔任記者座談會的1為評審。
當初原本預定播出10話，在2011年3月13日本應播出第9話，但是因為報導11日東日本大震災相關的報導特別節目而停止播出。延到隔週的20日連續播出第9話和最終話，以2小時的特別篇方式播出最終回。

## 故事概要
在下雪而積雪的山形，為了一邊照顧母親一邊做著玻璃工人的稻葉祐（草彅剛 飾演），到現在為止一次都沒有戀愛過。在山形，有一位來訪此地的女子・石川萌奈美（今井美樹 飾演）。她是為了來看“冬天綻放的櫻花”而來旅行。阿祐不經意的看到正在走路的萌奈美。她的美麗奪人目眩。緊接著在那之後，她遭遇到扒手，受傷的萌奈美受到阿祐的幫助。因為受傷的震驚關係使萌奈美喪失了記憶，就在阿祐的家生活著。能夠證明身分的東西都沒有，也不知道自己是誰，讓萌奈美懷著不安與恐懼。唯一的線索，是她手拿的數位相機留的櫻花樹枝的照片。那是冬天開花的「啟翁櫻 （页面存档备份，存于）」。感到忐忑不安的萌奈美，阿祐以溫柔的微笑說「別擔心，不用著急好好休息一下。到時候一定可以想起來的......」。那是命運的相遇......為了整天照顧母親的男人，與自己是誰都不知道的女人......靜靜的雪下起後積啟雪白的世界......。
在暫時停留時，當看護的阿祐他的母親過世了。為了喪禮，在東京的醫院當實習醫生的弟弟・小肇（佐藤健 飾演）回來了。對於哥哥對萌奈美的淡淡感覺的小肇。告訴萌奈美自己與母親對阿祐的不虛偽的溫柔。小肇，與同一家醫院的營養師向井安奈（加藤羅莎 飾演）是一對戀人。這兩人，打算注意哥哥他們的發展，不過......。
另一方面，在得知身分後，突然記憶恢復的萌奈美。想起自己有丈夫和女兒的事情......。丈夫・航一（高嶋政伸 飾演），為迎接萌奈美而來。由於已經恢復了記憶而回到東京的萌奈美。阿祐以，別擔心與溫柔的微笑送她遠去。但是，回到東京後航一發現阿祐的存在，不久讓他抓狂......。

## 演員陣容
- 稻葉祐（36歳） - 草彅剛（粵語配音：陳廷軒）

本故事的主角。在本地，山形的高中畢業後，就到舅舅所在的玻璃工廠工作的玻璃工人。母親心儀對象多而不顧家，因此照顧起和他差了很多歲的弟弟。從5年前開始照顧得了癡呆症而臥病在床的母親兩人一起生活。以每天和照顧的方式度過每一天，就這樣過了好幾年。就在那個時候，他遇到了某位女性。
- 石川萌奈美（45歳） - 今井美樹（粵語配音：黃麗芳）

有一天，為了來看冬天綻放的櫻花一個人來到山行旅行。結果遇到某件事情而喪失了記憶，就在阿祐的家幫忙和照顧。實際上，她是在東京經營醫院的丈夫和就讀國中的女兒的專業主婦，不過為了與愛情變的冷淡關係而煩惱，也感到很孤獨。可是，為了心愛的女兒和不想破裂的家庭，而堅強的努力著。
但在她受傷後，曾經在醫院檢查，事後被診斷出她腦中有長腫瘤，身體方面也有了變化，讓她猶豫要不要動手術，而周旋在航一和阿祐兩個人之間。後來情況越來越嚴重，最後到了無法治療的地步，她最大的心願是和阿祐一起看到某櫻花樹的櫻花，為了幫她在最後的時間能夠看到櫻花，阿祐不遺餘力的為她奔走，讓她看到櫻花綻放，看完後心滿意足的過世了。
- 稻葉肇（24歳） - 佐藤健（粵語配音：李凱傑）

阿祐同母異父的弟弟，在醫學系畢業，在東京的醫院當實習醫生，他有著認真和溫柔的個性，與哥哥阿祐不同，是個心口直快的類型的人。討厭只為了自己而不顧他人的母親，不過卻是由衷的希望，阿祐可以獲得幸福。
血型為「孟買型」，和航一的血型相同，他也從航一的母親口中得知，航一的父親也是山形人。由於孟買血型非常稀少，所以有隱含他和航一可能是同父異母的兄弟關係。
- 向井安奈（27歳） - 加藤羅莎（粵語配音：高可慧）

小肇的戀人。在小肇工作的醫院的食堂工作。個性有些稍為的強悍，不過有著滿滿愛情的心和照顧燒菜的老婆那樣的女性，也會為小肇個哥哥阿祐的事情細心思考。是個直接表現感情的類型，不過因為個性單純，很容易被看穿。
- 中里次郎（36歳） - 山崎樹範（粵語配音：劉奕希）

阿祐的青梅竹馬，是個多管閒事的朋友。在當地的派出所值勤的單身的警察。
- 稻葉哲也（58歳） - 電電（粵語配音：盧國權）

阿祐與小肇的舅舅，百合的弟弟。阿祐在他經營的玻璃工廠工作。對於姊姊百合拋棄養育而離家出走的時候，都是他代為照顧阿祐與小肇的。由於自己沒有孩子，就把阿祐和小肇當成自己的孩子一樣。
- 稻葉香織（53歳） - 大島蓉子（粵語配音：袁淑珍）

哲也得妻子，也是阿祐和小肇的舅媽。有著開朗和喜歡長舌的女性。與丈夫哲也一起，代替大姊照顧阿祐和小肇。由於他們夫妻間沒有孩子，所以給予阿祐和小肇擁有母親般愛情。
- 白石理惠（38歳） - 白羽百合（粵語配音：劉惠雲）

萌奈美的知心好友，不過其實是航一的情婦。在經營著名的烹飪教室，也擔任石川醫院的醫院食品的顧問。在工作方面是個很優秀的女性，對於周遭的人都很親切也很溫柔的行動，實際上是個嫉妒很深，喜歡看到別人的不幸。
其後她是航一的外遇對象的事情被萌奈美知道了，萌奈美的婆婆章子也知道她和航一的事情，而被解雇。由於被航一拋棄，事後拿刀想刺死航一未遂，而被警察帶走。
- 村瀨千尋（34歳） - 遊井亮子（粵語配音：梁少霞）

玻璃藝術品的店員。娘家事啟翁櫻的栽培農家。像鄉下的村姑，有個單純明朗的個性的女性，單戀著阿祐。
- 石川琴音（13歳） - 森迫永依（粵語配音：鄭麗麗）

航一宇萌奈美的女兒，章子的孫女，私立國中1年級生。是個開朗又率直的女孩子，與母親萌奈美的關係很好，過對於神經質的父親航一，有點難應付。對於父母感情不好的事情，多少感到有些不安。
由於曾經目睹萌奈美和阿祐在一起，讓她對萌奈美感到不信任，後來得知萌奈美再也活不久的消息，讓她對萌奈美說過的氣話感到抱歉。
- 稻葉百合（63歳） - 吉田日出子（粵語配音：陸惠玲）

阿祐與小肇的母親。是個心儀對象多的女性，留下年幼的阿祐和小肇在家裡，在被許多男人拋棄後便會回到山形的家生活。在5年前得了癡呆症，靠阿祐的幫忙而住在一起。
記得最清楚的情夫的名字叫「雄一」，在得了癡呆症時常把阿祐誤認為是雄一，後來在臨死前想起了照顧她的兒子阿祐，並對阿祐道歉完後就這樣過世了。
- 橘真人 - 東根作壽英（粵語配音：劉昭文）

萌奈美的主治醫生。
- 石川章子（71歳） - 江波杏子（粵語配音：蔡惠萍）

航一的母親，萌奈美的婆婆，也是琴音的奶奶。在石川綜合醫院擔任理事長。以保護丈夫留下的醫院為第一，為了守護醫院而不擇手段。是個對航依很嚴格的母親，對萌奈美也是位很棘手的婆婆。令人感到不快，不過是個腦筋很好的女性。很溺愛流有石川家的血脈的孫女琴音。
- 石川航一（41歳） - 高嶋政伸（粵語配音：李錦綸）

萌奈美的丈夫。他繼承父親遺留下來的醫院，而成為石川綜合醫院的院長。是個優秀的腦外科醫生，在醫院裡受到大家信賴，對病患的態度也很溫柔。做為丈夫和父親的外來評價都很好。可是實際上，他是個神經質很異常和自尊心高的人，對於妻子萌奈美的態度故意顯得非常的冷淡。實際上，他是妻子萌奈美的朋友・理惠的情夫。
在萌奈美發現他和理惠的外遇關係，還有他阻撓萌奈美的一切，讓萌奈美對他非常不信任。事後他在大庭廣眾之下和理惠分手，反遭理惠的行刺，幸好發現得早，救回了一命。他的血型是「孟買型」，與小肇正好是同血型。
- 老奶奶 - 森康子

在最終話的最後出現被阿祐幫助的老奶奶。
- 崔志宇（友情客串）（粵語配音：羅杏芝）

在第2話與阿祐說話的女性。
- 權相佑 （粵語配音：黃啟昌）

在第8話與阿祐說話的女性一起登場的男性。

## 製作團隊
- 企劃：石丸彰彥
- 原案：戶部真里香
- 編劇：高橋麻紀
- 導演：山室大輔、吉田健
- 製作人：高橋正尚、韓哲
- 製作著作：TBS

## 主題歌
- 山下達郎「愛してるって言えなくたって」

## 副標題
| 各話                                                        | 播出日期      | 日本副標題 | 中文副標題 | 導演            | 收視率 |
| ----------------------------------------------------------- | ------------- | --- | --- | --------------- | ------ |
| 第1話                                                       | 2011年1月16日 | 命をかけた最後の愛 運命の出会いは残酷な死へと... | 生命中最後的愛 命運的相遇是邁向殘酷的死亡···                                                                    | 山室大輔        | 14.5%  |
| 第2話                                                       | 2011年1月23日 | 夫の裏切りと死の宣告 | 丈夫的背叛與死亡宣告                                                                                            | 山室大輔        | 14.3%  |
| 第3話                                                       | 2011年1月30日 | 夫の復讐...暴かれた嘘 | 丈夫的復仇···被揭穿的謊言                                                                                       | 吉田健          | 12.6%  |
| 第4話                                                       | 2011年2月6日  | 全て捨てても、君を守る | 全部都捨棄也要保護妳                                                                                            | 吉田健          | 12.3%  |
| 第5話                                                       | 2011年2月13日 | もう会えないとしても... | 即使已經不會再見面了···                                                                                         | 山室大輔        | 12.5%  |
| 第6話                                                       | 2011年2月20日 | 二人きりの兄弟だから | 只有兩個兄弟的力量                                                                                              | 韓哲            | 12.8%  |
| 第7話                                                       | 2011年2月27日 | 娘に遺す、最後の言葉 | 給女兒留下最後的話                                                                                              | 吉田健          | 14.6%  |
| 第8話                                                       | 2011年3月6日  | 命が尽きる、その時まで | 在生命盡頭來臨之前                                                                                              | 山室大輔        | 13.2%  |
| 最終話                                                      | 2011年3月20日 | 今夜完結!! 春は必ず来る... 互いに支えあい冷たい冬を乗りこえてきた2人 －その愛が...そして見守る皆の思いがあふれ... 想い出の桜に“希望”という名の美しい花を咲かせる | 今晚完結！！春天一定會來··· 互相支撐寒冷冬日的兩人 那個愛···被大家守護而滿懷洋溢 回憶的櫻花以“希望”這個名字開花 | 山室大輔 吉田健 | 16.1%  |
| 平均收視率14.0%（收視率來自關東地區對Video Research的調查） |               | | |                 |        |

## 外部連結
- 日曜劇場『冬のサクラ』 TBSテレビ （页面存档备份，存于）
- 緯來日本台官方網站 （页面存档备份，存于）

## 節目的變遷
| TBS 周日劇場                           | TBS 周日劇場                               | TBS 周日劇場 |
| -------------------------------------- | ------------------------------------------ | ------------ |
|                                        | 冬日櫻花 （2011.01.16 - 2011.03.20）       |              |
| 獸醫杜立德 （2010.10.17 - 2010.12.19） | 仁者俠醫 完結篇 (2011.04.17 - 2011.04.26） |              |

| 緯來日本台 週一至週五 22:00至23:00   | 緯來日本台 週一至週五 22:00至23:00   | 緯來日本台 週一至週五 22:00至23:00 |
| ------------------------------------ | ------------------------------------ | ---------------------------------- |
|                                      | 冬櫻之戀 （2011.10.06 - 2011.10.19） |                                    |
| 天才獸醫 （2011.09.23 - 2011.10.05） | 月之戀人 (2011.10.20 - 2011.11.01）  |                                    |

| 香港 無綫劇集台 星期六15:00-17:00及21:00-23:00 | 香港 無綫劇集台 星期六15:00-17:00及21:00-23:00 | 香港 無綫劇集台 星期六15:00-17:00及21:00-23:00 |
| ---------------------------------------------- | ---------------------------------------------- | ---------------------------------------------- |
|                                                | （2011.12.24 - 2012.01.21）                    |                                                |
| （2011.11.19 - 2011.12.17）                    | （2012.01.28）                                 |                                                |
| 香港 高清翡翠台 星期日09:00-11:00              |                                                |                                                |
| 冷獸醫 （2013.09.08 - 2013.10.13）             | （2013.10.20 - 2013.11.24）                    | 專業主婦偵探 （2013.12.01 - 2013.12.29）       |